# Daniel Němeček
Daniel Němeček (ur. 11 sierpnia 1991) – czeski lekkoatleta specjalizujący się w biegach sprinterskich.
W 2012 startował na mistrzostwach Europy w Helsinkach, gdzie odpadł w eliminacjach biegu na 400 metrów, a wraz z kolegami z reprezentacji zajął 5. miejsce w sztafecie 4 × 400 metrów. Brązowy medalista halowych mistrzostw Europy w biegu rozstawnym 4 × 400 metrów z 2013. Złoty medalista mistrzostw Czech.

## Osiągnięcia
| Rok  | Impreza                              | Miejsce  | Konkurencja             | Lokata     | Wynik   |
| ---- | ------------------------------------ | -------- | ----------------------- | ---------- | ------- |
| 2012 | Mistrzostwa Europy                   | Helsinki | bieg na 400 metrów      | eliminacje | 46,61   |
| 2012 | Mistrzostwa Europy                   | Helsinki | sztafeta 4 × 400 metrów | 5. miejsce | 3:02,72 |
| 2013 | Halowe mistrzostwa Europy            | Göteborg | sztafeta 4 × 400 metrów | 3. miejsce | 3:07,64 |
| 2013 | I liga drużynowych mistrzostw Europy | Dublin   | bieg na 400 metrów      | 7. miejsce | 47,84   |
| 2013 | I liga drużynowych mistrzostw Europy | Dublin   | sztafeta 4 × 400 metrów | 7. miejsce | 3:10,62 |
| 2013 | Młodzieżowe mistrzostwa Europy       | Tampere  | bieg na 400 metrów      | 6. miejsce | 46,47   |
| 2013 | Młodzieżowe mistrzostwa Europy       | Tampere  | sztafeta 4 × 400 metrów | 6. miejsce | 3:05,82 |
| 2013 | Mistrzostwa świata                   | Moskwa   | sztafeta 4 × 400 metrów | eliminacje | 3:04,54 |
| 2014 | Mistrzostwa Europy                   | Zurych   | bieg na 400 metrów      | eliminacje | 46,47   |
| 2014 | Mistrzostwa Europy                   | Zurych   | sztafeta 4 × 400 metrów | 8. miejsce | 3:04,56 |
| 2015 | Halowe mistrzostwa Europy            | Praga    | sztafeta 4 × 400 metrów | 3. miejsce | 3:04,09 |

## Rekordy życiowe
- bieg na 400 metrów – 46,36 (2012)
- bieg na 400 metrów (hala) – 47,25 (2014)